# 費爾埃克斯 (新墨西哥州)
費爾埃克斯（英語：Fairacres）是位於美國新墨西哥州唐娜安娜縣的普查規定居民點。

## 人口
根據2020年美國人口普查的數據，費爾埃克斯的面積為5.46平方千米，皆為陸地。當地共有人口720人，而人口密度為每平方千米131.87人。